# 실버스톤

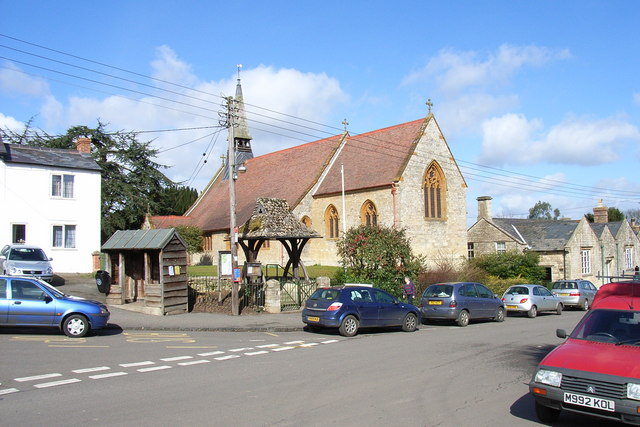
실버스톤의 성 미카엘 교회

실버스톤(Silverstone)은 영국 노샘프턴셔주에 있는 마을이자 시민 교구이다. 이전 A43 주요 도로의 토우세스터에서 약 6km, M1 고속도로 교차점 15A에서 16km, M40 고속도로 교차점 10, 노샘프턴, 밀턴킨스, 밴버리 및 M40 고속도로 교차점에서 약 19km 떨어져 있다. 2011년 인구 조사에서 이 지역의 인구 수는 2,176명이었다. A43은 이제 마을의 남동쪽으로 우회한다.
이 마을의 이름은 '새울프/시게울프의 농장/정착지'를 의미한다.
현재 영국 그랑프리의 본거지인 실버스톤 서킷(Silverstone Circuit)이 인근에 있다. 노샘프턴셔주와 버킹엄셔주 국경에 걸쳐 있다.
이 마을은 1086년 둠스데이 북에 실버스톤과 셀베스톤으로 등재되어 있다.